# Isidoro Verga
Isidoro Verga (ur. 29 kwietnia 1832 w Bassano Taverina, zm. 10 sierpnia 1899 w Rzymie) – włoski duchowny rzymskokatolicki.

## Życiorys
Pełnił kolejno funkcje: sekretarza Świętej Kongregacji Soborowej (1878-1884), prefekta Sygnatury Apostolskiej (1885-1888), prefekta Kongregacji ds. Biskupów. Kreowany kardynałem na konsystorzu w 1884. Jego kościołami tytularnymi były: Sant'Angelo in Pescheria (kardynał diakon 1884.11.13 – 1891.06.01), Santa Maria in Via Lata (kardynał diakon 1891.06.01 –1896.06.22), San Callisto (kardynał prezbiter 1896.06.22 – 1896.11.30). Protodiakon Kolegium Kardynalskiego (1891-1896). Kardynał biskup Albano i penitencjariusz Penitencjarii Apostolskiej (1896-1899).